# 2024年太平洋颱風季
| 太平洋颱風季             |
| 主題頁 - 專題 - 編輯指南 |

2024年太平洋颱風季泛指於2024年全年內的任何時間，於赤道以北及國際換日線以西的太平洋水域，以及南中國海所產生的熱帶氣旋。雖然沒有指定的形成時間，但大部份於西北太平洋的熱帶氣旋通常皆會於5月至12月期間形成。
本條目的範圍僅局限於赤道以北及國際換日線以西的太平洋及南海水域的颱風。於赤道以北及國際換日線以東的太平洋水域產生的風暴則被稱為颶風，並被列入2024年太平洋颶風季。於西北太平洋產生的熱帶風暴是由日本氣象廳所命名（即國際名稱），國際編號為24xx，而美國聯合颱風警報中心則將於此地區的熱帶低氣壓之編號以W字母作結。凡進入或產生於菲律賓風暴責任範圍以內的熱帶低氣壓，菲律賓大氣地球物理和天文服務管理局均會給予當地名稱，作當地警報用途，因此可能會有兩個不同的英文名稱（官方以國際名稱為準）；风暴的中文名字现时由中国气象局、香港天文台、澳門地球物理氣象局和交通部中央氣象署协商确定，中國大陸、香港、澳門與臺灣採用的中文譯名可能不同。以下各熱帶氣旋資訊以熱帶氣旋存在期間的巔峰形態為準。更多關於西太平洋的颱風，請參見太平洋颱風季。

## 風季預測

### 深圳
深圳市氣象局表示，受厄爾尼諾現象影響，颱風影響將偏重。

### 香港
香港天文台預料2024年會有5至8個熱帶氣旋進入香港500公里範圍內，屬於正常至偏多，並預料風季可能在6月之後開始；並在10月之後結束。

### 澳門
澳門氣象局預料2024年會有4至7個熱帶氣旋影響澳門，屬於正常數量，且預測風季會在6月下旬後開始，比平均時間較遲，也不排除有強颱風或以上級別的颱風影響。

### 臺灣
交通部中央氣象署在6月25日公布颱風季展望，今年下半年颱風可能偏少，而侵台颱風個數則是屬偏少至正常，大約2~4個。

## 風季概述
受太平洋厄尔尼诺现象影响，副熱帶高壓脊變得強勁，導致2024年西北太平洋和南海前四個月未形成任何熱帶氣旋，此現象上一次出現是在2020年。2024年太平洋颱風季於5月24日開始，是有記錄以來太平洋颱風季節第六遲開始，僅次於2016年。
五月下旬，當時一個熱帶低氣壓在帕勞東南部形成，日本氣象廳於5月26日將其升格為熱帶風暴並命名為「艾雲尼」，翌日升格為颱風並先後影響菲律賓及日本。而另一熱帶低氣壓則於5月30日在中國海口東南部形成，並給予熱帶氣旋編號02W。JMA將02W升格為熱帶風暴並命名為「馬力斯」。命名後翌日，熱帶風暴馬力斯在廣東陽江登陸並於6月5日消散，這是自2008年颱風浣熊後，16年以來首個於6月前吹襲港澳兩地的獲命名風暴。自5月下旬的熱帶風暴馬力斯後，西北太平洋受副熱帶高壓脊支配使隨後6月沒有任何風暴形成，這是自2010年以來首次。

格美登陸台灣

7月上旬，當時一個熱帶低氣壓在越南東部海域形成，並給予熱帶氣旋編號03W，不久後登陸越南並消散。7月19日，日本氣象廳表示兩個熱帶低氣壓在菲律賓以東形成，並在20和21日分別升格為熱帶風暴，命名「格美」及「派比安」。7月24日上午，格美升格為超強颱風。翌日午夜12時，超強颱風格美於宜蘭縣南澳鄉附近登陸並於淩晨4時20分於桃園市新屋區附近出海，這是自2016年超強颱風尼伯特後，8年以來首個以「強烈颱風」強度登陸臺灣的熱帶氣旋。同日晚上7時50分，格美於福建省登陸並於隨後數日消散。而派比安則以強烈熱帶風暴級橫過南海中北部並在7月22日凌晨1時半登陸海南省萬寧市沿海並逐漸減弱。
然而踏入8月後，熱帶氣旋活動變得旺盛，而熱帶氣旋形成位置則偏東，六個命名的強颱風安比、強烈熱帶風暴瑪莉亞、熱帶風暴山神、熱帶風暴悟空、熱帶風暴雲雀和超強颱風珊珊陸續生成並先後在8月影響日本，這是自2016年8月首次最多已命名風暴影響日本。安比成為有紀錄來第三個到達北緯34度線且達到薩菲爾-辛普森颶風風力等級三級的強度、瑪莉亞打破日本岩手縣48小時內雨量即錄得近480毫米雨量、山神及悟空僅維持4日和3日後消散、雲雀成為繼2019年超強颱風玲玲後首個登陸朝鮮的熱帶氣旋、而珊珊則維持超強颱風級橫過九州北部，使大分縣和靜岡縣的5處地方打破觀測史上降雨量最高紀錄。
8月下旬，一個熱帶低氣壓在菲律賓以東海域形成並表現出快速鞏固的低層環流、中心密集雲團以及西半圓上空的深對流帶，日本氣象廳將其升格為熱帶風暴，給予國際編號2411，並命名「摩羯」。摩羯先於菲律賓呂宋登陸，橫過南海北部時兩度急劇增強，以近巔峰強度登陸海南島，成為第三個在南海達到薩菲爾-辛普森颶風風力等級五級的熱帶氣旋及越南有紀錄以來登陸時氣壓最低及最強的熱帶氣旋。
9月初，位於中太平洋的颶風霍涅的殘餘低壓越過國際日期變更線進入西北太平洋範圍。同時，一個熱帶低氣壓在北馬里亞納群島北方海域形成，於9月6日升格為熱帶風暴並將其命名「麗琵」，翌日轉化為溫帶氣旋。9月9日，一個熱帶低氣壓在馬紹爾群島形成並於翌日將其升格為熱帶風暴，命名「貝碧嘉」。貝碧嘉隨後增強為颱風並以近巔峰強度於9月16日登陸上海，打破了1949年颱風姬羅莉亞的紀錄，成為中國自1949年有紀錄以來登陸上海的最強風暴。與此同時，熱帶風暴「普拉桑」形成並於貝碧嘉登陸三日後再度登陸上海，是有氣象記錄以來首次在三日內有兩股風暴登陸上海，惟其登陸後轉化成一個高空反氣旋，為華南帶來破紀錄熱浪。九月下旬，一個熱帶低氣壓在菲律賓以東海域升格為熱帶風暴並命名「蘇力」，不久後登陸越南並消散。同時熱帶低氣壓17W在於呂宋島北方海面形成，之後向西北移動並稍為增強。此系統在存續期間為台灣、福建、廣東帶來劇烈降雨，並使福建平潭在22日的單日降雨量打破自1951年來單日降雨量最多紀錄。9月24月，「西馬侖」於日本以南形成並在三日後消散。同時，「飛燕」和「山陀兒」分別於關島以東海域及沖繩西南方海域形成；其中飛燕罕見在高緯度發展成強烈熱帶風暴級並於翌日轉化為溫帶氣旋，而山陀兒則於台灣海域徘徊並於10月3日中午12時40分在高雄市小港區登陸，這是繼1977年颱風黛瑪後，47年以來首個於高雄登陸的中度颱風，也是有紀錄以來首個在10月於高雄登陸的熱帶氣旋。
11月12日，隨着天兔獲得命名，連同早前出現的銀杏、桃芝及萬宜，成為西北太平洋自1951年有紀錄以來首次同時有4個獲命名的熱帶氣旋於11月出現。

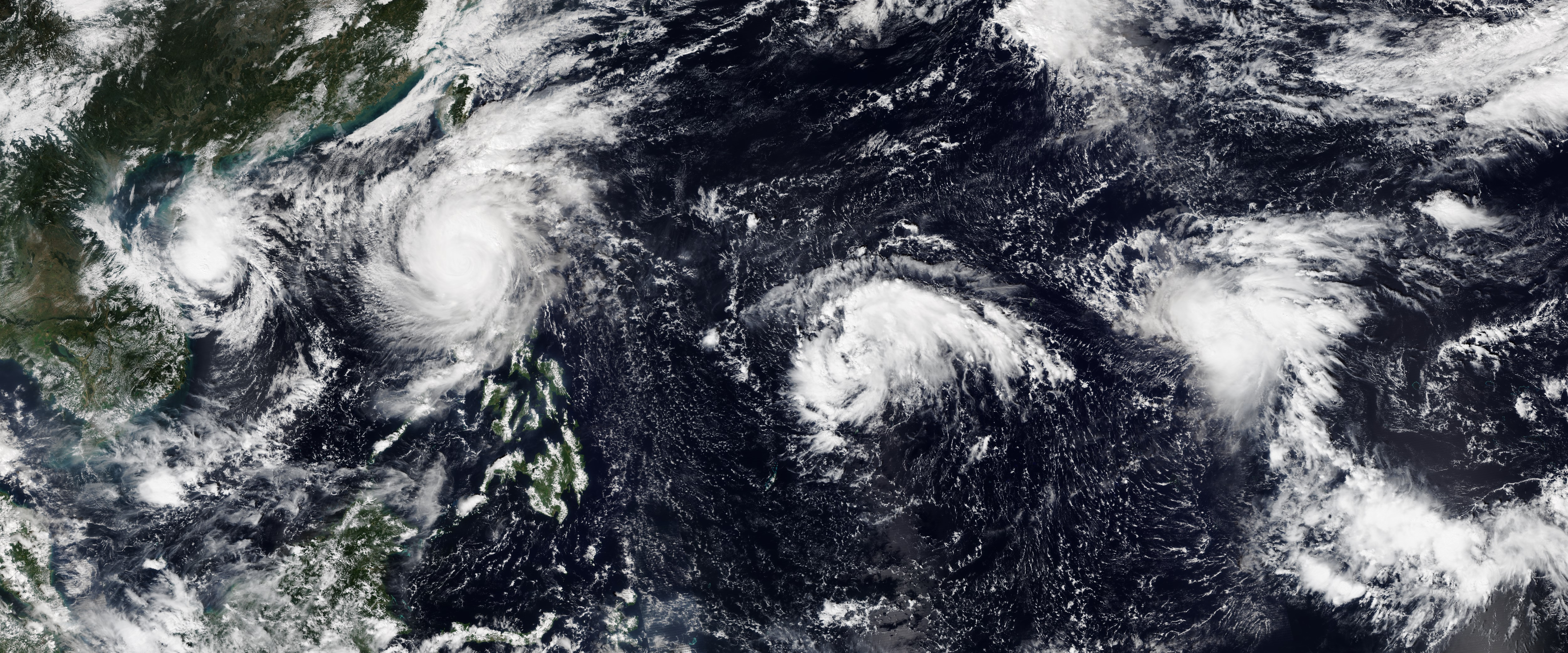
同時活躍的四個熱帶氣旋（左起）：颱風銀杏、颱風桃芝、颱風天兔、颱風萬宜

12月末，一個熱帶低氣壓併入熱帶風暴帕布並於數日消散，是本季度最後一個熱帶氣旋。

## 已被國際命名的熱帶氣旋

### 颱風艾雲尼（Ewiniar）
PAGASA：Aghon
5月18日，一個熱帶擾動在帛琉東南方海域生成，美國海軍研究實驗室給予擾動編號93W。
5月23日凌晨2時，日本氣象廳將其升格為熱帶低氣壓。上午8時，日本氣象廳對其發布烈風警報。同時，台灣中央氣象署將其升格為熱帶低氣壓，給予編號TD01。
5月24日上午11時，香港天文台將其升格為熱帶低氣壓。下午2時，澳門氣象局將其升格為熱帶低氣壓，同時，中國中央氣象台將其升格為熱帶低氣壓。
5月25日凌晨2時，聯合颱風警報中心將其升格為熱帶低氣壓，給予熱帶氣旋編號01W。同時，其在菲律賓霍蒙洪島登陸，隨後在菲律賓薩馬島吉波爾洛斯再次登陸。晚上，01W在菲律賓在薩馬島卡巴洛幹市的八肖島和卡杜永島、巴端市、馬斯巴特市、馬林杜克省的托里霍斯市七次登陸。晚上8時，聯合颱風警報中心率先將其升格熱帶風暴。
5月26日，01W在呂宋島第八次登陸。上午8時，日本氣象廳將其升格為熱帶風暴，給予國際編號2401，並命名「艾雲尼」。同時，台灣中央氣象署將其升格為輕度颱風。上午11時，中國中央氣象台和香港天文台將其升格為熱帶風暴。下午2時，澳門氣象局將其升格為熱帶風暴。下午5時，中國中央氣象台率先將其升格為強烈熱帶風暴。同時，艾雲尼在波利略群島帕特納農甘市第九次登陸。晚上8時，聯合颱風警報中心率先將其升格颱風，同時，香港天文台和澳門氣象局將其升格為強烈熱帶風暴。晚上11時，中國中央氣象台將其升格為颱風。
5月27日凌晨2時，日本氣象廳將其升格為強烈熱帶風暴。同時，香港天文台將其升格為颱風。上午8時，日本氣象廳和澳門氣象局將其升格為颱風。同時，台灣中央氣象署將其升格為中度颱風。
5月29日下午2時，日本氣象廳將其降格為強烈熱帶風暴。同時，台灣中央氣象署將其降格為輕度颱風。下午8時，香港天文台將其降格為強烈熱帶風暴。
5月30日下午2時，香港天文台表示其已轉化為溫帶氣旋。
5月31日凌晨2時，日本氣象廳表示艾雲尼已轉化為溫帶氣旋。上午10時，聯合颱風警報中心對其發出最後警報。
6月3日下午2時，日本氣象廳在天氣圖上移除該系統。

#### 事後調整
日本氣象廳將艾雲尼的巔峰風速上調至75節（每小時140公里），氣壓下調至970百帕，並將其生成時間推遲至5月24日。

### 熱帶風暴馬力斯（Maliksi）
5月29日，一個熱帶擾動在海南島東南方海域生成，美國海軍研究實驗室給予擾動編號94W。
5月30日上午8時，台灣中央氣象署率先將其升格為熱帶低氣壓，給予編號TD02。下午2時，日本氣象廳將其升格為熱帶低氣壓，並對其發布烈風警報。同時，聯合颱風警報中心將其評級提升為「中」。下午5時，澳門氣象局、香港天文台和中國中央氣象台將其升格為熱帶低氣壓。
5月31日凌晨4時半，聯合颱風警報中心將其評級提升為「高」，並對其發布熱帶氣旋形成警報。上午8時，聯合颱風警報中心將其升格為熱帶低氣壓，給予熱帶氣旋編號02W。下午2時，台灣中央氣象署將其升格為輕度颱風。同時，日本氣象廳將其升格為熱帶風暴，給予國際編號2402，並命名「馬力斯」。下午3時，香港天文台及中國中央氣象台將其升格為熱帶風暴。下午4時，澳門氣象局將其升格為熱帶風暴。
6月1日午夜12時55分，中國中央氣象台表示馬力斯已於廣東省陽江市陽西縣登陸，登陸時中心附近最大風力有8級（18公尺/秒）。上午5時，澳門氣象局將其降格為熱帶低氣壓。上午8時，台灣中央氣象署將其降格為熱帶低氣壓。上午9時，香港天文台將其降格為熱帶低氣壓。下午2時，日本氣象廳將其降格為熱帶低氣壓。下午6時，香港天文台將其降格為低壓區。
6月2日上午8時，日本氣象廳將其降格為低壓區。
6月5日下午2時，日本氣象廳認為其已消散。

### 颱風凱米（Gaemi）
PAGASA：Carina
7月17日，一個熱帶擾動在雅浦島東北方海域生成，美國海軍研究實驗室給予擾動編號92W。
7月19日上午8時，日本氣象廳將其升格為熱帶低氣壓。下午2時，聯合颱風警報中心將其評級提升為「中」。下午5時半，聯合颱風警報中心將其評級提升為「高」，並對其發布熱帶氣旋形成警報。晚上8時，日本氣象廳對其發布烈風警報。同時，台灣中央氣象署將其升格為熱帶低氣壓，給予編號TD05；澳門氣象局和香港天文台亦將其升格為熱帶低氣壓。
7月20日凌晨2時，聯合颱風警報中心將其升格為熱帶低氣壓，給予熱帶氣旋編號05W。下午2時，日本氣象廳將其升格為熱帶風暴，給予國際編號2403，並命名「格美」。同時，中國中央氣象台及台灣中央氣象署分別將其升格為熱帶風暴及輕度颱風。下午4時，香港天文台和澳門氣象局同時將其升格為熱帶風暴。晚上8時，聯合颱風警報中心將其升格為熱帶風暴。
7月21日下午2時，日本氣象廳、中國中央氣象台和香港天文台將其升格為強烈熱帶風暴。下午5時，澳門氣象局將其升格為強烈熱帶風暴。
7月22日上午8時，日本氣象廳將其升格為颱風。下午2時，台灣中央氣象署將其升格為中度颱風。晚上8時，中央氣象台、香港天文台和澳門氣象局將其升格為颱風。
7月23日凌晨2時，聯合颱風警報中心將其升格為颱風。下午5時，中央氣象台和香港天文台將其升格為強颱風。晚上8時，澳門氣象局將其升格為強颱風。
7月24日上午8時，中國中央氣象台和澳門氣象局將其升格為超強颱風。上午11時，臺灣中央氣象署將其升格為強烈颱風。下午2時，香港天文台將其升格為超強颱風。
7月25日午夜12時，臺灣中央氣象署表示，颱風凱米於宜蘭縣南澳鄉附近登陸，同時，中國國家氣象局將其降格為強颱風。凌晨2時，台灣中央氣象署將其降格為中度颱風。同時，香港天文台和澳門氣象局將其降格為強颱風。凌晨4時20分，臺灣中央氣象署表示，颱風凱米於桃園市新屋區附近出海。上午11時，香港天文台將其降格為颱風。下午1時，中國中央氣象台將其降格為颱風。下午2時，澳門氣象局將其降格為颱風。晚上7時50分，中國中央氣象台表示，凱米於福建省莆田市秀屿区登陸，登陆时中心附近最大风力有12级（33米/秒）。晚上11時，澳門氣象局將其降格為強烈熱帶風暴。同時，聯合颱風警報中心對其發出最後警告。晚上11時15分，香港天文台將其降格為強烈熱帶風暴。
7月26日下午5時，澳門氣象局將其降格為熱帶風暴。
7月27日凌晨2時，香港天文台將其降格為熱帶風暴。晚上8時，日本氣象廳將其降格為熱帶低氣壓。
7月30日上午8時，日本氣象廳認為其已消散。

#### 事後調整
日本氣象廳將格美的氣壓下調至935百帕。

### 強烈熱帶風暴派比安（Prapiroon）
PAGASA：Butchoy
7月15日，一個熱帶擾動在菲律賓民答那峨島東方海域生成，美國海軍研究實驗室給予擾動編號91W。
7月19日上午8時，日本氣象廳將其升格為熱帶低氣壓。同時，聯合颱風警報中心將其評級提升為「中」。下午2時，日本氣象廳對其發布烈風警報。同時，台灣中央氣象署將其升格為熱帶低氣壓，給予編號TD04；中國中央氣象台、香港天文台和澳門氣象局亦將其升格為熱帶低氣壓。下午5時半，聯合颱風警報中心將其評級提升為「高」，並對其發布熱帶氣旋形成警報。
7月20日凌晨2時，聯合颱風警報中心將其升格為熱帶低氣壓，給予熱帶氣旋編號04W。
7月21日凌晨2時，聯合颱風警報中心率先將其升格為熱帶風暴。上午8時，中國中央氣象台將其升格為熱帶風暴。上午11時，日本氣象廳將其升格為熱帶風暴，給予國際編號2404，並命名「派比安」。同時，香港天文台將其升格為熱帶風暴。中午12時，澳門氣象局將其升格為熱帶風暴。 下午2時，台灣中央氣象署將其升格為輕度颱風。晚間8時，中國中央氣象台率先將其升格為強熱帶風暴。
7月22日凌晨1時半，中國中央氣象台表示派比安已於海南省萬寧市沿海登陸，登陸時中心附近最大風力有10級（28米/秒，強熱帶風暴級）。凌晨5時，中國中央氣象台將其降格為熱帶風暴。上午8時，日本氣象廳將其升格為強烈熱帶風暴。上午11時，中國中央氣象台再次將其升格為強熱帶風暴。下午2時，香港天文台和澳門氣象局將其升格為強烈熱帶風暴。
7月23日上午6時10分，中央水文氣象預報中心表示派比安已於越南廣寧省沿海登陸。上午7時，中國中央氣象台再次將其降格為熱帶風暴。上午8時，澳門氣象局和香港天文台將其降格為熱帶風暴。下午2時，香港天文台和澳門氣象局將其降格熱帶低氣壓。晚上8時，日本氣象廳將其降格為熱帶低氣壓。同時，香港天文台將其降格為低壓區。
7月25日上午8時，日本氣象廳認為其已消散。

#### 事後調整
日本氣象廳將派比安的巔峰風速下調至55節（每小時100公里），氣壓上調至985百帕，並將其生成時間推遲至7月20日。

### 強烈熱帶風暴瑪莉亞（Maria）
8月4日，一個熱帶擾動在北馬里亞納群島西北方海域生成，美國海軍研究實驗室給予擾動編號94W。
8月5日下午2時，日本氣象廳將其升格為熱帶低氣壓。
8月6日清晨5時，聯合颱風警報中心將其評級提升為「中」。下午5時，聯合颱風警報中心將其評級提升為「高」，並對其發布熱帶氣旋形成警報。晚間8時，日本氣象廳對其發布烈風警報。同時，台灣中央氣象署將其升格為熱帶低氣壓，給予編號TD06。
8月7日凌晨2時，香港天文台將其升格為熱帶低氣壓。上午8時，聯合颱風警報中心將其升格為熱帶低氣壓，給予熱帶氣旋編號06W。
8月8日凌晨2時，日本氣象廳將其升格為熱帶風暴，給予國際編號2405，並命名「瑪莉亞」。同時，台灣中央氣象署將其升格為輕度颱風；聯合颱風警報中心和香港天文台將其升格為熱帶風暴。下午2時，日本氣象廳將其升格為強烈熱帶風暴。
8月9日凌晨2時，香港天文台將其升格為強烈熱帶風暴。同時，聯合颱風警報中心將其升格為颱風。下午2時，聯合颱風警報中心將其降格為熱帶風暴。
8月12日上午8時半，日本氣象廳表示瑪莉亞於岩手縣大船渡市附近登陸，是自2016年強颱風獅子山後，8年以來首個登陸岩手縣的熱帶氣旋，上午11時，日本氣象廳將其降格為熱帶風暴。下午2時，香港天文台將其降格為熱帶風暴。
8月13日凌晨2時，日本氣象廳將其降格為熱帶低氣壓。同時，台灣中央氣象署將其降格為熱帶低氣壓。
8月15日上午8時，日本氣象廳在天氣圖上移除該系統。

#### 事後調整
日本氣象廳認為瑪莉亞在8月15日消散。

### 熱帶風暴山神（Son-Tinh）
8月10日，一個熱帶擾動在南鳥島西北方海域生成，美國海軍研究實驗室給予擾動編號95W。晚上8時，日本氣象廳將其升格為熱帶低氣壓，並對其發布烈風警報。同時，台灣中央氣象署將其升格為熱帶低氣壓，給予編號TD07。晚上11時半，聯合颱風警報中心將其評級提升為「中」。
8月11日下午5時，日本氣象廳將其升格為熱帶風暴，給予國際編號2406，並命名「山神」。晚上8時，台灣中央氣象署將其升格為輕度颱風。
8月12日下午2時，聯合颱風警報中心將其升格為熱帶風暴，給予熱帶氣旋編號07W。
8月13日晚上8時，日本氣象廳和聯合颱風警報中心將其降格為熱帶低氣壓。
8月15日凌晨2時，日本氣象廳將其降格為低壓區。
8月19日晚上8時，日本氣象廳認為其已消散。

#### 事後調整
日本氣象廳將山神的巔峰風速上調至40節（每小時75公里），並將其消散時間提早至8月17日。

### 颱風安比（Ampil）
8月3日，一個熱帶擾動在琉球群島東方海域生成，美國海軍研究實驗室給予擾動編號91W。
8月4日上午8時，日本氣象廳將其升格為熱帶低氣壓。
8月8日上午8時，日本氣象廳在天氣圖上短暫移除該系統。
8月11日上午8時，日本氣象廳再次將其升格為熱帶低氣壓。
8月12日上午8時，日本氣象廳對其發布烈風警報。同時，台灣中央氣象署將其升格為熱帶低氣壓，給予編號TD08。下午3時，聯合颱風警報中心將其評級提升「高」，並對其發佈熱帶氣旋形成警報。晚上8時，聯合颱風警報中心將其升格為熱帶低氣壓，給予熱帶氣旋編號08W。
8月13日凌晨2時，日本氣象廳將其升格為熱帶風暴，給予國際編號2407，並命名「安比」。同時，香港天文台將其升格為熱帶低氣壓；台灣中央氣象署將其升格為輕度颱風。上午8時，香港天文台將其升格為熱帶風暴。下午2時，日本氣象廳將其升格為強烈熱帶風暴。晚上8時，香港天文台將其升格為強烈熱帶風暴。
8月14日晚上8時，聯合颱風警報中心將其升格為颱風。
8月15日上午8時，日本氣象廳同香港天文台將其升格為颱風。同時，台灣中央氣象署將其升格為中度颱風。晚上8時，日本氣象廳將其升格為強烈颱風。
8月16日凌晨2時，香港天文台將其升格為強颱風。
8月17日上午11時，日本氣象廳將其降格為颱風。
8月18日上午8時，聯合颱風警報中心將其降格為熱帶風暴。同時，台灣中央氣象署將其降格為輕度颱風。晚上8時，日本氣象廳將其降格為強烈熱帶風暴。
8月19日上午8時，日本氣象廳表示其已轉化為溫帶氣旋。

#### 事後調整
日本氣象廳將安比的生成日期推遲至8月11日。

### 熱帶風暴悟空（Wukong）
8月12日，一個熱帶擾動在北馬里亞納群島東北方海域生成，美國海軍研究實驗室給予擾動編號96W。上午8時，日本氣象廳將其升格為熱帶低氣壓。
8月13日凌晨2時半，聯合颱風警報中心將其評級提升為「中」。清晨6時，聯合颱風警報中心將其評級提升為「高」，並對其發佈熱帶氣旋形成警報。上午8時，聯合颱風警報中心將其升格為熱帶低氣壓，給予熱帶氣旋編號09W。同時，日本氣象廳對其發布烈風警報，台灣中央氣象署同時將其升格為熱帶低氣壓，給予編號TD09。下午2時，日本氣象廳將其升格為熱帶風暴，給予國際編號2408，並命名「悟空」。同時，台灣中央氣象署將其升格為輕度颱風。
8月15日上午8時，台灣中央氣象署將其降格為熱帶低氣壓。下午2時，日本氣象廳表示其已轉化為溫帶氣旋。
8月20日凌晨2時，日本氣象廳認為其已消散。

#### 事後調整
日本氣象廳將悟空轉化時間推遲至8月16日及消散時間提早至8月19日。

### 熱帶風暴雲雀（Jongdari）
PAGASA：Dindo
8月15日，一個熱帶擾動在琉球群島南方海域生成，美國海軍研究實驗室給予擾動編號98W。
8月17日上午11時，日本氣象廳將其升格為熱帶低氣壓。
8月18日上午9時，聯合颱風警報中心將其評級提升為「中」。下午2時，台灣中央氣象署將其升格為熱帶低氣壓，給予編號TD10。晚上11時半，聯合颱風警報中心將其評級提升為「高」，並對其發佈熱帶氣旋形成警報。
8月19日凌晨2時，日本氣象廳直接將其升格為熱帶風暴，給予國際編號2409，並命名「雲雀」。同時，台灣中央氣象署將其升格為輕度颱風。香港天文台將其升格為熱帶低氣壓。澳門氣象局直接將其升格為熱帶風暴。上午8時，聯合颱風警報中心將其升格為熱帶低氣壓，給予帶氣旋編號10W。下午2時，聯合颱風警報中心將其升格為熱帶風暴。
8月20日凌晨2時，香港天文台將其升格為熱帶風暴。下午2時，聯合颱風警報中心將其降格為熱帶低氣壓。下午5時，香港天文台將其降格為熱帶低氣壓。晚上8時，日本氣象廳將其降格為熱帶低氣壓。晚上11時，台灣中央氣象署將其降格為熱帶低氣壓。
8月21日上午8時，香港天文台將其降格為低壓區。
8月22日上午8時，日本氣象廳將其降格為低壓區。

#### 事後調整
日本氣象廳將雲雀生成時間推遲至8月18日，並將其氣壓下調至996百帕。

### 颱風珊珊（Shanshan）
8月21日，一個熱帶擾動在北馬里亞納群島西南方海域生成，美國海軍研究實驗室給予擾動編號90W。上午8時，日本氣象廳將其升格為熱帶低氣壓並對其發布烈風警報。同時，台灣中央氣象署將其升格為熱帶低氣壓，給予編號TD11。下午4時，聯合颱風警報中心將其評級提升「高」，並對其發佈熱帶氣旋形成警報。晚上8時，聯合颱風警報中心將其升格為熱帶低氣壓，給予熱帶氣旋編號11W。
8月22日凌晨2時，日本氣象廳將其升格為熱帶風暴，給予國際編號2410，並命名「珊珊」。同時，台灣中央氣象署將其升格為輕度颱風。香港天文台將其升格為熱帶低氣壓。上午8時，聯合颱風警報中心和香港天文台同時將其升格為熱帶風暴。晚上8時，香港天文台和日本氣象廳同時將其升格為強烈熱帶風暴。
8月23日下午2時，台灣中央氣象署將其升格為中度颱風。晚上8時，聯合颱風警報中心將其升格為颱風。
8月24日凌晨2時，聯合颱風警報中心將其降格為熱帶風暴。
8月24日上午8時，日本氣象廳將其升格為颱風。同時，聯合颱風警報中心再次將其升格為颱風。
8月25日上午8時，澳門氣象局將其升格為颱風。下午2時，香港天文台將其升格為颱風。
8月27日上午8時，香港天文台和澳門氣象局同時將其升格為強颱風。同時，日本氣象廳將其升格為強烈颱風。晚上8時，香港天文台率先將其升格為超強颱風。
8月28日凌晨2時，澳門氣象局將其升格為超強颱風。
8月29日凌晨2時，香港天文台將其降格為強颱風。上午7時，日本氣象廳表示颱風珊珊於鹿兒島縣薩摩川內市附近登陸並將其降格為颱風。上午8時，香港天文台將其降格為颱風。下午2時，日本氣象廳和香港天文台同時將其降格為強烈熱帶風暴。晚上8時，聯合颱風警報中心將其降格為熱帶風暴。晚上11時，日本氣象廳將其降格為熱帶風暴。
8月30日凌晨2時，香港天文台將其降格為熱帶風暴。同時，台灣中央氣象署將其降格為輕度颱風。晚上8時，聯合颱風警報中心將其降格為熱帶低氣壓。
8月31日上午8時，香港天文台和台灣中央氣象署同時將其降格為熱帶低氣壓。
9月1日上午11時，日本氣象廳將其降格為熱帶低氣壓。下午2時，香港天文台將其降格為低壓區。
9月2日凌晨2時，日本氣象廳認為其已消散。

#### 事後調整
日本氣象廳將珊珊的消散日期提早至9月1日。

### 颱風摩羯（Yagi）
PAGASA：Enteng
8月30日，一個熱帶擾動在棉蘭老島東方海域生成，美國海軍研究實驗室給予擾動編號92W。
8月31日上午8時，日本氣象廳將其升格為熱帶低氣壓。
9月1日上午8時，日本氣象廳對其發布烈風警報。同時，台灣中央氣象署將其升格為熱帶低氣壓，給予編號TD12。上午8時半，聯合颱風警報中心將其評級提升為「中」。上午11時，聯合颱風警報中心將其評級提升為「高」，並對其發佈熱帶氣旋形成警報。下午2時，香港天文台、澳門氣象局及中國中央氣象台將其升格為熱帶低氣壓。晚上8時，日本氣象廳將其升格為熱帶風暴，給予國際編號2411，並命名「摩羯」。同時，台灣中央氣象署將其升格為輕度颱風；聯合颱風警報中心將其升格為熱帶低氣壓，給予熱帶氣旋編號12W；澳門氣象局將其升格為熱帶風暴。晚上11時，香港天文台將其升格為熱帶風暴。
9月2日凌晨2時，聯合颱風警報中心將其升格為熱帶風暴。
9月3日下午2時，日本氣象廳及香港天文台將其升格為強烈熱帶風暴。
9月4日上午8時，日本氣象廳、香港天文台和聯合颱風警報中心同時將其升格為颱風；台灣中央氣象署將其升格為中度颱風。下午5時，香港天文台將其升格為強颱風。晚上8時，日本氣象廳將其升格為強烈颱風。晚上11時，香港天文台將其升格為超強颱風。
9月5日上午8時，日本氣象廳將其升格為猛烈颱風，聯合颱風警報中心將其升格為超級颱風，台灣中央氣象署則將其升格為強烈颱風。下午2時，聯合颱風警報中心將其降格為颱風。
9月6日凌晨2時，聯合颱風警報中心再度將其升格為超級颱風。下午2時，日本氣象廳將其降格為強烈颱風。同時，聯合颱風警報中心再度將其降格為颱風。
9月7日凌晨2時，台灣中央氣象署將其降格為中度颱風。下午5時，香港天文台將其降格為強颱風。晚上8時，日本氣象廳和香港天文台同時將其降格為颱風。
9月8日凌晨2時，日本氣象廳和香港天文台同時將其降格為強烈熱帶風暴；台灣中央氣象署則將其降格為輕度颱風。上午5時，香港天文台將其降格為熱帶風暴。上午8時，日本氣象廳將其降格為熱帶風暴。下午2時，日本氣象廳、香港天文台和台灣中央氣象署同時將其降格為熱帶低氣壓。晚上8時，香港天文台將其降格為低壓區。
9月9日凌晨2時，日本氣象廳認為其已消散。

### 熱帶低氣壓霍涅（Hone）
9月2日上午8時，位於中太平洋的颶風霍涅的殘餘低壓越過國際日期變更線進入西北太平洋範圍。因此改由日本氣象廳（JMA）繼續監測此系統。日本氣象廳將其評定為熱帶低氣壓。 幾個小時後，聯合颱風警報中心（JTWC）評定其為一副熱帶低氣壓。處於稍微不利於發展的環境中，霍涅表現出高度不對稱的對流結構，其特徵是對流帶環繞寬廣的中心。 同時其位於副熱帶高壓脊下方，該區域的垂直風切為低至中。
9月8日下午2時，日本氣象廳在天氣圖上移除該系統。

### 熱帶風暴麗琵（Leepi）
9月2日，一個熱帶擾動在北馬里亞納群島北方海域生成，美國海軍研究實驗室給予擾動編號93W。上午8時，日本氣象廳將其升格為熱帶低氣壓。
9月3日上午11時半，聯合颱風警報中心將其評級提升為「中」。
9月4日上午8時，聯合颱風警報中心將其升格為熱帶低氣壓，給予熱帶氣旋編號13W。下午2時，台灣中央氣象署將其升格為熱帶低氣壓，給予編號TD13。晚上8時，香港天文台將其升格為熱帶低氣壓。
9月5日下午2時，日本氣象廳將其升格為熱帶風暴，給予國際編號2412，並命名「麗琵」。同時，香港天文台將其升格為熱帶風暴，台灣中央氣象署將其升格為輕度颱風。
9月6日凌晨2時，聯合颱風警報中心將其升格為熱帶風暴。
9月7日上午8時，日本氣象廳表示其已轉化為溫帶氣旋。

### 颱風貝碧嘉（Bebinca）
PAGASA：Ferdie
9月6日，一個熱帶擾動在馬紹爾群島附近海域生成，美國海軍研究實驗室給予擾動編號95W。
9月9日上午10時半，聯合颱風警報中心將其評級提升為「高」，並對其發佈熱帶氣旋形成警報。晚上8時，日本氣象廳將其升格為熱帶低氣壓。
9月10日凌晨2時，日本氣象廳對其發布烈風警報。同時，台灣中央氣象署將其升格為熱帶低氣壓，給予編號TD14。上午8時，香港天文台將其升格為熱帶低氣壓。上午11時，聯合颱風警報中心將其升格為熱帶低氣壓，給予熱帶氣旋編號14W。晚上8時，日本氣象廳將其升格為熱帶風暴，給予國際編號2413，並命名「貝碧嘉」。同時，香港天文台將其升格為熱帶風暴，而台灣中央氣象署則將其升格為輕度颱風。
9月11日凌晨2時，聯合颱風警報中心將其升格為熱帶風暴。上午8時，聯合颱風警報中心將其降格為熱帶低氣壓。同時，日本氣象廳將其升格為強烈熱帶風暴。下午2時，聯合颱風警報中心再度將其升格為熱帶風暴。晚上8時，香港天文台將其升格為強烈熱帶風暴。
9月13日上午8時，日本氣象廳將其降格為熱帶風暴。
9月14日凌晨2時，日本氣象廳再度將其升格為強烈熱帶風暴。晚上8時，聯合颱風警報中心將其升格為颱風。
9月15日凌晨2時，日本氣象廳和香港天文台將其升格為颱風。同時，台灣中央氣象署將其升格為中度颱風。
9月16日下午2時，日本氣象廳和香港天文台將其降格為強烈熱帶風暴。同時，台灣中央氣象署將其降格為輕度颱風。晚上11時，日本氣象廳將其降格為熱帶風暴。
9月17日凌晨2時，香港天文台將其降格為熱帶風暴。上午8時，日本氣象廳和台灣中央氣象署同時將其降格為熱帶低氣壓。下午2時，香港天文台將其降格為熱帶低氣壓。
9月18日凌晨2時，香港天文台將其降格為低壓區。晚上8時，日本氣象廳在天氣圖上移除該系統。

#### 事後調整
日本氣象廳將貝碧嘉的生成日期推遲至9月10日。

### 熱帶風暴普拉桑（Pulasan）
PAGASA：Helen
9月14日，一個熱帶擾動在北馬里亞納群島南南西方海域生成，美國海軍研究實驗室給予擾動編號97W。
9月15日下午2時，日本氣象廳將其升格為熱帶低氣壓並發布烈風警報。同時，聯合颱風警報中心將其評級提升為「中」，台灣中央氣象署將其升格為熱帶低氣壓，給予編號TD16。晚上8時，日本氣象廳將其升格為熱帶風暴，給予國際編號2414，並命名「普拉桑」。同時，香港天文台將其升格為熱帶低氣壓，而台灣中央氣象署則將其升格為輕度颱風。
9月16日凌晨4時，聯合颱風警報中心將其評級提升為「高」，並對其發佈熱帶氣旋形成警報。
9月17日凌晨2時，聯合颱風警報中心直接將其升格為熱帶風暴。上午8時，香港天文台將其升格為熱帶風暴。
9月18日凌晨2時，聯合颱風警報中心將其升格為颱風。上午8時，聯合颱風警報中心將其降格為熱帶風暴。
9月19日晚上8時，聯合颱風警報中心將其降格為熱帶低氣壓。
9月20日上午8時，香港天文台將其降格為熱帶低氣壓。
9月21日下午2時，日本氣象廳及香港天文台均表示其已轉化為溫帶氣旋。

#### 事後調整
聯合颱風警報中心將普拉桑的巔峰風速下調至60節 （每小時110公里）。

### 熱帶風暴蘇力（Soulik）
PAGASA：Gener
9月15日上午8時，日本氣象廳將一個在菲律賓東方海域的熱帶擾動升格為熱帶低氣壓。下午2時，美國海軍研究實驗室給予擾動編號98W。
9月16日凌晨4時，聯合颱風警報中心將其評級提升為「中」。上午8時，日本氣象廳對其發布烈風警報。同時，台灣中央氣象署將其升格為熱帶低氣壓，給予編號TD17。晚上9時，聯合颱風警報中心將其評級提升為「高」，並對其發佈熱帶氣旋形成警報。
9月17日下午2時，香港天文台將其升格為熱帶低氣壓。晚上8時，一熱帶擾動於98W西北方形成，美國海軍研究實驗室給予擾動編號99W。
9月18日凌晨2時，日本氣象廳將其位置重新定位到99W。下午2時，聯合颱風警報中心將其升格為熱帶低氣壓，並給予熱帶氣旋編號16W。同時，台灣中央氣象署觀測南海附近另一個低壓，並給予編號TD18。晚上8時，台灣中央氣象署停止對TD17編號。
9月19日凌晨2時，香港天文台雖在天氣報告升格為熱帶風暴，但在氣旋報文中仍標示熱帶性低氣壓，直至凌晨5時才將其正式升格為熱帶風暴。上午8時，日本氣象廳將其升格為熱帶風暴，給予國際編號2415，並命名「蘇力」。同時，台灣中央氣象署將其升格為輕度颱風。晚上8時，香港天文台將其降格為熱帶低氣壓。
9月20日凌晨2時，日本氣象廳和台灣中央氣象署將其降格為熱帶低氣壓。上午8時，香港天文台將其降格為低壓區。
9月21日凌晨2時，日本氣象廳認為其已消散。

### 熱帶風暴西馬侖（Cimaron）
9月24日，一個熱帶擾動在日本以南海域生成，美國海軍研究實驗室給予擾動編號94W。上午8時，日本氣象廳將其升格為熱帶低氣壓。下午2時，聯合颱風警報中心將其評級提升為「中」。不久后，聯合颱風警報中心將其評級提升為「高」，並對其發布熱帶氣旋形成警報。晚上8時，聯合颱風警報中心將其升格為熱帶低氣壓，給予熱帶氣旋編號18W。
9月25日凌晨2時，香港天文台將其升格為熱帶低氣壓。上午8時，日本氣象廳對其發布烈風警報。同時，台灣中央氣象署將其升格為熱帶低氣壓，給予編號TD20。上午11時，日本氣象廳將其升格為熱帶風暴，給予國際編號2416，並命名「西馬侖」。下午2時，台灣中央氣象署將其升格為輕度颱風。同時，聯合颱風警報中心將其升格為熱帶風暴。晚上8時，香港天文台將其升格為熱帶風暴。同時，聯合颱風警報中心將其降格為熱帶低氣壓。
9月26日上午8時，香港天文台將其降格為熱帶低氣壓。下午2時，日本氣象廳及台灣中央氣象署將其降格為熱帶低氣壓。晚上8時，香港天文台將其降格為低壓區。
9月27日上午8時，聯合颱風警報中心對其發出最後警告。
9月28日凌晨2時，日本氣象廳將其降格為低壓區。下午2時，日本氣象廳認為其已消散。

#### 事後調整
日本氣象廳將西馬侖的生成日期提早至9月23日，並將其氣壓下調至998百帕。

### 颱風飛燕（Jebi）
9月25日，一個熱帶擾動在關島以東海域生成，美國海軍研究實驗室給予擾動編號95W。上午8時，日本氣象廳將其升格為熱帶低氣壓。下午2時，聯合颱風警報中心將其評級提升為「中」。晚上11時，聯合颱風警報中心將其評級提升為「高」，並對其發布熱帶氣旋形成警報。
9月26日上午8時，香港天文台將其升格為熱帶低氣壓。下午2時，日本氣象廳對其發布烈風警報。同時，台灣中央氣象署將其升格為熱帶低氣壓，給予編號TD21。晚上8時，聯合颱風警報中心將其升格為熱帶低氣壓，給予熱帶氣旋編號19W。
9月27日上午8時，聯合颱風警報中心將其升格為熱帶風暴。下午2時，日本氣象廳將其升格為熱帶風暴，給予國際編號2417，並命名「飛燕」。同時，香港天文台將其升格為熱帶風暴，台灣中央氣象署將其升格為輕度颱風。
9月28日下午2時，聯合颱風警報中心將其降格為熱帶低氣壓。
9月29日下午2時，聯合颱風警報中心再次將其升格為熱帶風暴。
10月1日凌晨2時，日本氣象廳將其升格為強烈熱帶風暴。上午8時，聯合颱風警報中心將其升格為颱風。同時，香港天文台將其升格為強烈熱帶風暴。晚上8時，聯合颱風警報中心將其降格為熱帶風暴。
10月2日上午8時，台灣中央氣象署將其升格為中度颱風。下午2時，台灣中央氣象署將其降格為輕度颱風。下午5時，聯合颱風警報中心對其發佈最後警報。晚上8時，日本氣象廳表示其已轉化為溫帶氣旋。同時，台灣中央氣象局移除該系統。
10月3日上午8時，日本氣象廳認為其已消散。

#### 事後調整
日本氣象廳在最新路径報告圖中將飛燕升格為颱風，並分别將其巔峰風速及氣壓上修与下修至65節（每小時120公里）及980百帕。同時，日本氣象廳也將其生成日期推遲至9月26日。

#### 申請退役
因應「燕子」英文發音在克羅埃西亞像髒話，所以克羅埃西亞委託英國在第57屆颱風委員會年會申請退役，在2025年2月舉行的第57次颱風委員會會議上獲該會接納把燕子從命名表中除名，以後將不再使用，新名將在58屆世界氣象組織颱風委員會會議上公布。這是繼翰文、庫都、妍妍、婷婷、娜比、韋森特、馬勒卡之後，第9個「純技術性」，純粹以名稱本身因素而除名的西北太平洋熱帶氣旋名稱。

### 颱風山陀兒（Krathon）
PAGASA：Julian
9月26日，一個熱帶擾動在沖繩西南方海域生成，美國海軍研究實驗室給予其擾動編號97W。下午2時，日本氣象廳將其升格為熱帶低氣壓。
9月27日凌晨2時，日本氣象廳對其發布烈風警報。同時，台灣中央氣象署將其升格為熱帶低氣壓，給予編號TD22，聯合颱風警報中心將其評級提升為「中」。上午8時，香港天文台將其升格為熱帶低氣壓。上午9時半，聯合颱風警報中心將其評級提升為「高」，並對其發布熱帶氣旋形成警報。下午2時，聯合颱風警報中心將其升格為熱帶低氣壓，給予熱帶氣旋編號20W。
9月28日凌晨2時，聯合颱風警報中心將其升格為熱帶風暴。上午8時，日本氣象廳將其升格為熱帶風暴，給予國際編號2418，並命名「山陀兒」。同時，香港天文台將其升格為熱帶風暴；台灣中央氣象署亦將其升格為輕度颱風。
9月29日凌晨2時，日本氣象廳和香港天文台同時將其升格為強烈熱帶風暴。上午10時半，聯合颱風警報中心率先將其升格為颱風。上午11時，日本氣象廳和香港天文台同時將其升格為颱風，而台灣中央氣象署則將其升格為中度颱風。晚上11時，香港天文台將其升格為強颱風。
9月30日凌晨2時，澳門氣象局將其升格為超強颱風。同時，日本氣象廳將其升格為強烈颱風。清晨5时，香港天文台將其升格為超強颱風。
10月1日凌晨2時，聯合颱風警報中心將其升格為超級颱風。同時，台灣中央氣象署將其升格為強烈颱風。上午8時，日本氣象廳將其升格為猛烈颱風。下午2時，聯合颱風警報中心將其降格為颱風。
10月2日凌晨2時，日本氣象廳將其降格為強烈颱風。同時，香港天文台將其降格為強颱風。而台灣中央氣象署則將其降格為中度颱風。晚上11時，日本氣象廳將其降格為颱風。
10月3日凌晨2時，香港天文台將其降格為颱風。下午1時，台灣中央氣象署表示，颱風山陀兒於正午12時40分左右在高雄市小港區附近登陸。下午2時，日本氣象廳將其降格為強烈熱帶風暴。下午5時，香港天文台將其降格為強烈熱帶風暴。同時，台灣中央氣象署將其降格為輕度颱風。晚上8時，日本氣象廳和聯合颱風警報中心同時將其降格為熱帶風暴。晚上11時，香港天文台將其降格為熱帶風暴。
10月4日凌晨2時，聯合颱風警報中心和香港天文台同時將其降格為熱帶低氣壓。清晨5時，香港天文台將其降格為低壓區。同時，台灣中央氣象署將其降格為熱帶低氣壓。上午8時，日本氣象廳將其降格為熱帶低氣壓。晚上8時，日本氣象廳認為其已消散。

#### 事後調整
日本氣象廳將山陀兒的氣壓上修至920百帕。

### 熱帶風暴百里嘉（Barijat）
10月4日，一個熱帶擾動在關島附近生成。美國海軍研究實驗室給予其擾動編號99W。
10月5日下午2時，聯合颱風警報中心將其評級提升為「中」。晚上8時，日本氣象廳將其升格為熱帶低氣壓。
10月6日凌晨3時半，聯合颱風警報中心將其評級提升為「高」，並對其發布熱帶氣旋形成警報。上午8時，香港天文台將其升格為熱帶低氣壓。下午2時，台灣中央氣象署將其升格為熱帶低氣壓，給予編號TD23。同時，聯合颱風警報中心將其升格為熱帶低氣壓，給予熱帶氣旋編號21W。
10月7日上午8時，聯合颱風警報中心率先將其升格為熱帶風暴。同時，日本氣象廳對其發布烈風警報。
10月8日上午8時，聯合颱風警報中心將其降格為熱帶低氣壓。
10月9日上午5時，聯合颱風警報中心對其發佈最後警報。下午2時，日本氣象廳將其升格為熱帶風暴，給予國際編號2419，並命名「百里嘉」。同時，台灣中央氣象署將其升格為輕度颱風。晚上8時，聯合颱風警報中心重新對其發佈警報。同時，香港天文台將其升格為熱帶風暴。
10月10日上午8時，聯合颱風警報中心再度將其升格為熱帶風暴。下午5時，聯合颱風警報中心對其發佈最後警報。
10月11日上午8時，日本氣象廳表示其已轉化為溫帶氣旋。

#### 事後調整
日本氣象廳將百里嘉的氣壓下修至985百帕。

### 強烈熱帶風暴潭美（Trami）
PAGASA：Kristine
10月18日，一個熱帶擾動在密克羅尼西亞西方海域生成，美國海軍研究實驗室給予其擾動編號96W。
10月19日上午11時半，聯合颱風警報中心將其評級提升為「中」。晚上11時，聯合颱風警報中心將其評級提升為「高」，並對其發佈熱帶氣旋形成警報。
10月20日凌晨2時，日本氣象廳將其升格為熱帶低氣壓。下午2時，台灣中央氣象署將其升格為熱帶低氣壓，給予編號TD24。同時，日本氣象廳對其發佈烈風警報。晚上8時，聯合颱風警報中心將其升格為熱帶低氣壓，給予熱帶氣旋編號22W。
10月21日凌晨2時，香港天文台將其升格為熱帶低氣壓。
10月22日凌晨2時，日本氣象廳將其升格為熱帶風暴，給予國際編號2420，並命名「潭美」。同时，香港天文台和聯合颱風警報中心將其升格為熱帶風暴。台灣中央氣象署則將其升格為輕度颱風。
10月23日下午2時，日本氣象廳將其升格為強烈熱帶風暴。同時，香港天文台將其升格為強烈熱帶風暴。
10月24日凌晨12時半，潭美在菲律賓伊莎貝拉省第沃拉肯市登陸。晚上8時，日本氣象廳將其降格為熱帶風暴。
10月25日上午5時，日本氣象廳再度將其升格為強烈熱帶風暴。
10月26日上午11時，香港天文台將其升格為颱風，其後在下午8時將其降格為強烈熱帶風暴。
10月27日上午8時，香港天文台將其降格為熱帶風暴。上午11時，日本氣象廳再度將其降格為熱帶風暴。晚上11時，香港天文台將其降格為熱帶低氣壓。
10月28日凌晨2時，聯合颱風警報中心將其降格為熱帶低氣壓。上午8時，日本氣象廳將其降格為熱帶低氣壓。同時，台灣中央氣象署將其降格為熱帶低氣壓。上午11時，香港天文台將其降格為低壓區。
10月29日清晨4時，聯合颱風警報中心對其發佈最后警報。
10月30日凌晨2時，日本氣象廳將其降格為低壓區。下午2時，日本氣象廳認為其已消散。

#### 事後調整
日本氣象廳將潭美的生成日期提早至10月18日。

### 颱風康芮（Kong-rey）
PAGASA：Leon
10月21日，一個熱帶擾動在馬里亞納群島東南方海域生成，美國海軍研究實驗室給予其擾動編號98W。
10月24日，一個熱帶扰動在關島東部海面生成，美國海軍研究實驗室给予其擾動編號99W。上午8時，日本氣象廳將其升格為熱帶低氣壓，並對其發布烈風警報。同時，台灣中央氣象署將其升格為熱帶低氣壓，給予編號TD25。上午11時，聯合颱風警報中心將98W評級提升為「高」，並對其發布熱帶氣旋形成警報。
10月25日凌晨3時半，聯合颱風警報中心將其評級降低為「中」，並取消對98W發佈熱帶氣旋形成警報；及直接將99W評級提升為「高」，並對其發佈熱帶氣旋形成警報。同時表示98W即將併入99W。上午5時，日本氣象廳將其升格為熱帶風暴，給予國際編號2421，並命名「康芮」及將其重新定位至99W。上午8時，聯合颱風警報中心將其升格為熱帶低氣壓，給予熱帶氣旋編號23W。對同時，香港天文台也將其升格為熱帶低氣壓，而台灣中央氣象署則將其升格為輕度颱風。下午2時，香港天文台將其升格為熱帶風暴。晚上8時，聯合颱風警報中心將其升格為熱帶風暴。
10月26日凌晨2時，澳門氣象局將其升格為熱帶風暴。
10月28日凌晨2時，香港天文台及澳門氣象局將其升格為強烈熱帶風暴。上午8時，日本氣象廳將其升格為強烈熱帶風暴。
10月29日凌晨2時，台灣中央氣象署將其升格為中度颱風。同時，聯合颱風警報中心將其升格為颱風。上午8時，日本氣象廳和香港天文台同時將其升格為颱風。晚上8時，日本氣象廳將其升格為強烈颱風。同時，香港天文台及澳門氣象局將其升格為強颱風。
10月30日上午8時，台灣中央氣象署將其升格為強烈颱風。同時，聯合颱風警報中心將其升格為超級颱風；香港天文台及澳門氣象局則將其升格為超強颱風。下午2時，聯合颱風警報中心將其降格為颱風。
10月31日下午2時，台灣中央氣象署表示，颱風康芮於下午1時40分左右在台東縣成功鎮附近登陸。同時，香港天文台以及澳門氣象局將其降格為強颱風。下午3時，日本氣象廳將其降格為颱風。下午5時，台灣中央氣象署將其降格為中度颱風。傍晚7時，台灣中央氣象署表示，康芮於下午6時40分左右在雲林縣麥寮鄉附近出海。晚上8時，香港天文台以及澳門氣象局將其降格為颱風。晚上11時，日本氣象廳和澳門氣象局同時將其降格為強烈熱帶風暴。
11月1日凌晨2時，台灣中央氣象署將其降格為輕度颱風。同時，聯合颱風警報中心將其降格為熱帶風暴；香港天文台則將其降格為強烈熱帶風暴。上午8時，日本氣象廳將其降格為熱帶風暴。上午11時，香港天文台將其降格為熱帶風暴。下午2時，澳門氣象局將其降格為熱帶風暴。晚上8時，日本氣象廳及香港天文台均表示其已轉化為溫帶氣旋。
11月2日凌晨5時，聯合颱風警報中心對其發佈最後警報。
11月7日下午2時，日本氣象廳認為其已消散。

### 颱風銀杏（Yinxing）
PAGASA：Marce
10月29日，一個熱帶擾動在關島東南偏東方海域生成，美國海軍研究實驗室給予擾動編號90W。
11月3日上午8時，日本氣象廳將其升格為熱帶低氣壓，同時對其發布烈風警報。同時，聯合颱風警報中心將其評級提升為「中」；台灣中央氣象署將其升格為熱帶性低氣壓，給予編號TD26。上午11時，聯合颱風警報中心將其評級提升為「高」，並對其發布熱帶氣旋形成警報。下午2時，聯合颱風警報中心將其升格為熱帶低氣壓，給予熱帶氣旋編號24W。晚上8時，聯合颱風警報中心將其升格為熱帶風暴。同時，香港天文台將其升格為熱帶低氣壓。
11月4日凌晨2時，日本氣象廳將其升格為熱帶風暴，給予國際編號2422，並命名「銀杏」。同時，香港天文台以及澳門氣象局將其升格為熱帶風暴；台灣中央氣象署將其升格為輕度颱風。凌晨5時，中國中央氣象台將其升格為熱帶風暴。下午2時，中國中央氣象台以及澳門氣象局將其升格為強烈熱帶風暴。晚上8時，聯合颱風警報中心將其升格為颱風。同時，香港天文台將其升格為強烈熱帶風暴。晚上11時，日本氣象廳將其升格為強烈熱帶風暴。
11月5日凌晨5時，中國中央氣象台將其升格為颱風。上午8時，日本氣象廳、香港天文台和澳門氣象局將其升格為颱風。同時，台灣中央氣象署將其升格為中度颱風。晚上8時，中國中央氣象台將其升格為強颱風。
11月6日上午11時，香港天文台將其升格為強颱風。下午2時，澳門氣象局將其升格為強颱風。晚上8時，日本氣象廳將其升格為強烈颱風。晚上11時，中國中央氣象台以及香港天文台將其升格為超強颱風。
11月7日凌晨2時，澳門氣象局將其升格為超強颱風。下午2時，台灣中央氣象署將其升格為強烈颱風。下午3時40分，銀杏在菲律賓卡加延省圣安娜市登陸。晚上9時，呂宋島卡加延省桑切斯米拉市二次登陸。
11月8日凌晨2時，日本氣象廳將其降格為颱風。同時，台灣中央氣象署將其降格為中度颱風，中國中央氣象台、香港天文台以及澳門氣象局將其降格為強颱風。
11月9日凌晨2時，香港天文台再次將其升格為超強颱風。上午8時，澳門氣象局再次將其升格為超強颱風。下午2時，日本氣象廳再次將其升格為強烈颱風。晚上8時，中國中央氣象台再次將其升格為超強颱風。
11月10日凌晨2時，香港天文台再次將其降格為強颱風。凌晨4時，中國中央氣象台以及澳門氣象局再次將其降格為強颱風。凌晨5時，日本氣象廳再次將其降格為颱風。下午2時，中國中央氣象台將其降格為颱風。下午3時，香港天文台將其降格為颱風。下午5時，澳門氣象局將其降格為颱風。晚上11時，中國中央氣象台、香港天文台以及澳門氣象局將其降格為強烈熱帶風暴。
11月11日凌晨2時，日本氣象廳將其降格為強烈熱帶風暴；台灣中央氣象署將其降格為輕度颱風。同時，聯合颱風警報中心將其降格為熱帶風暴。凌晨3時，中國中央氣象台將其降格為熱帶風暴。凌晨5時，香港天文台以及澳門氣象局將其降格為熱帶風暴。上午8時，日本氣象廳將其降格為熱帶風暴。晚上11時，香港天文台以及澳門氣象局將其降格為熱帶低氣壓。
11月12日凌晨2時，中國中央氣象台將其降格為熱帶低氣壓。上午8時，聯合颱風警報中心將其降格為熱帶低氣壓。下午2時，日本氣象廳將其降格為熱帶低氣壓。同時，香港天文台將其降格為低壓區。台灣中央氣象署將其降格為熱帶低氣壓。晚上11時，聯合颱風警報中心對其發佈最後警報。
11月13日上午8時，日本氣象廳認為其已消散。

#### 事後調整
日本氣象廳分别將銀杏的巔峰風速及氣壓上調至100節（每小時185公里）及945百帕。

### 颱風萬宜（Man-yi）
PAGASA：Pepito
11月7日，一個熱帶擾動在馬紹爾群島附近海域生成，美國海軍研究實驗室給予擾動編號93W。下午3時，聯合颱風警報中心將其評級提升為「中」。
11月8日下午5時，聯合颱風警報中心將其評級提升為「高」，並對其發佈熱帶氣旋形成警報。
11月9日上午8時，日本氣象廳將其升格為熱帶低氣壓，同時對其發布烈風警報。同時，台灣中央氣象署將其升格為熱帶性低氣壓，給予編號TD28。上午10時，聯合颱風警報中心將其升格為熱帶低氣壓，給予熱帶氣旋編號25W。下午2時，日本氣象廳將其升格為熱帶風暴，給予國際編號2424，並命名「萬宜」。同時，聯合颱風警報中心以及中國中央氣象台將其升格為熱帶風暴；香港天文台將其升格為熱帶低氣壓；台灣中央氣象署將其升格為輕度颱風。
11月10日上午8時，中國中央氣象台將其升格為強熱帶風暴。同時，香港天文台將其升格為熱帶風暴。
11月12日下午2時，中國中央氣象台將其降格為熱帶風暴。
11月14日凌晨2時，澳門氣象局將其升格為熱帶風暴。上午8時，日本氣象廳和香港天文台將其升格為強烈熱帶風暴。上午11時，中國中央氣象台再次將其升格為強熱帶風暴。
11月15日凌晨2時，日本氣象廳將其升格為颱風。同時，台灣中央氣象署將其升格為中度颱風。凌晨5時，中國中央氣象台將其升格為颱風。上午8時，香港天文台和澳門氣象局將其升格為颱風。下午2時，中國中央氣象台、香港天文台和澳門氣象局將其升格為強颱風。晚上8時，日本氣象廳將其升格為強烈颱風。同時，中國中央氣象台和澳門氣象局將其升格為超強颱風。晚上11時，香港天文台將其升格為超強颱風。
11月16日上午8時，日本氣象廳將其升格為猛烈颱風。同時，台灣中央氣象署將其升格為強烈颱風，聯合颱風警報中心則將其升格為超級颱風。晚上9時40分，萬宜在菲律賓呂宋島卡坦端内斯省龐阿尼班市登陸。
11月17日凌晨2時，日本氣象廳將其降格為強烈颱風。同時，聯合颱風警報中心將其降格為颱風，下午2時，聯合颱風警報中心再次將其升格為超級颱風。下午3時20分，萬宜於菲律賓呂宋島奧羅拉省迪帕庫勞市二次登陸。下午5時，中國中央氣象台和香港天文台將其降格為強颱風。晚上8時，聯合颱風警報中心和香港天文台將其降格為颱風。 同時，澳門氣象局將其降格為強颱風；台灣中央氣象署將其降格為中度颱風。晚上11時，日本氣象廳和中國中央氣象台將其降格為颱風。
11月18日凌晨2時，澳門氣象局將其降格為颱風。凌晨5時，中國中央氣象台將其降格為強熱帶風暴。上午8時，香港天文台和澳門氣象局將其降格為強烈熱帶風暴。下午2時，聯合颱風警報中心將其降格為熱帶風暴。同時，台灣中央氣象署將其降格為輕度颱風。晚上8時，日本氣象廳將其降格為強烈熱帶風暴。
11月19日上午8時，中國中央氣象台香港天文台將其降格為熱帶風暴。上午11時，澳門氣象局將其降格為熱帶風暴。下午2時，日本氣象廳將其降格為熱帶風暴。同時，聯合颱風警報中心將其降格為熱帶低氣壓。下午5時，中國中央氣象台和香港天文台將其降格為熱帶低氣壓。晚上8時，澳門氣象局將其降格為熱帶低氣壓。晚上11時，聯合颱風警報中心對其發佈最後警報。
11月20日凌晨2時，香港天文台將其降格為低壓區。随後，澳門氣象局將其降格為低壓區。上午8時，日本氣象廳和台灣中央氣象署將其降格為熱帶低氣壓。下午2時，日本氣象廳認為其已消散。

#### 事後調整
香港天文台於2024年12月3日的11月天氣摘要中將萬宜升格超強颱風的日期推遲至11月16日。日本氣象廳則是將其生成日期提早至11月8日。

### 颱風桃芝（Toraji）
PAGASA：Nika
11月7日，一個熱帶擾動在馬里亞納群島附近海域生成，美國海軍研究實驗室給予擾動編號92W。
11月9日凌晨2時，日本氣象廳將其升格為熱帶低氣壓，同時對其發布烈風警報。同時，台灣中央氣象署將其升格為熱帶性低氣壓，給予編號TD27。凌晨4時，聯合颱風警報中心將其評級提升為「中」。上午8時，香港天文台將其升格為熱帶低氣壓。上午10時，聯合颱風警報中心將其評級提升為「高」，並對其發佈熱帶氣旋形成警報。下午2時，日本氣象廳將其升格為熱帶風暴，給予國際編號2423，並命名「桃芝」。同時，中國中央氣象台和澳門氣象局將其升格為熱帶風暴；台灣中央氣象署將其升格為輕度颱風；香港天文台將其升格為熱帶低氣壓，聯合颱風警報中心亦將其升格為熱帶低氣壓，給予熱帶氣旋編號26W。晚上8時，聯合颱風警報中心以及香港天文台將其升格為熱帶風暴。
11月10日上午8時，日本氣象廳、香港天文台以及澳門氣象局將其升格為強烈熱帶風暴。同時，中國中央氣象台將其升格為強熱帶風暴。下午2時，聯合颱風警報中心將其升格為颱風。晚上8時，中國中央氣象台以及澳門氣象局將其升格為颱風。同時，台灣中央氣象署將其升格為中度颱風。晚上11時，日本氣象廳和香港天文台同時將其升格為颱風。
11月11日上午8時10分，桃芝於菲律賓呂宋島奧羅拉省迪拉薩格市登陸。晚上8時，日本氣象廳將其降格為強烈熱帶風暴。同時，聯合颱風警報中心將其降格為熱帶風暴；台灣中央氣象署將其降格為輕度颱風。晚上11時，中國中央氣象台將其降格為強熱帶風暴。同時，澳門氣象局將其降格為強烈熱帶風暴。
11月12日午夜12時，香港天文台將其降格為強烈熱帶風暴。下午2時，日本氣象廳將其降格為熱帶風暴。
11月13日凌晨2時，香港天文台將其降格為熱帶風暴。凌晨4時，中國中央氣象台將其降格為熱帶風暴。凌晨5時，澳門氣象局將其降格為熱帶風暴。
11月14日上午8時，聯合颱風警報中心將其降格為熱帶低氣壓。上午11時，聯合颱風警報中心對其發佈最後警報。下午2時，台灣中央氣象暑將其降格為熱帶性低氣壓。晚上8時，中國中央氣象台和香港天文台將其降格為熱帶低氣壓。晚上9時，澳門氣象局將其降格為熱帶低氣壓。
11月15日凌晨2時，日本氣象廳將其降格為熱帶低氣壓。凌晨5時，香港天文台和澳門氣象局將其降格為低壓區。晚上8時，日本氣象廳認為其已消散。

#### 事後調整
日本氣象廳將桃芝的生成日期提早至11月8日及消散日期推遲至11月16日，並將其氣壓上調至980百帕。

### 颱風天兔（Usagi）
PAGASA：Ofel
11月8日，一個熱帶擾動在波納佩島西南方生成，美國海軍研究實驗室給予擾動編號94W。
11月9日下午2時，日本氣象廳將其升格為熱帶低氣壓。
11月10日凌晨4時，聯合颱風警報中心將其評級提升為「中」。上午8時，日本氣象廳對其發布烈風警報。同時，台灣中央氣象署將其升格為熱帶性低氣壓，給予編號TD29。晚上9時半，聯合颱風警報中心將其評級提升為「高」，並對其發佈熱帶氣旋形成警報。
11月11日上午8時，聯合颱風警報中心將其升格為熱帶低氣壓，給予熱帶氣旋編號27W。上午11時，香港天文台將其升格為熱帶低氣壓。下午2時，聯合颱風警報中心將其升格為熱帶風暴。同時，澳門氣象局將其升格為熱帶低氣壓。
11月12日凌晨2時，日本氣象廳將其升格為熱帶風暴，給予國際編號2425，並命名「天兔」，這是西北太平洋首次同時有4個獲命名的熱帶氣旋於11月出現（銀杏、桃芝、萬宜、天兔）。同時，中國中央氣象台、香港天文台及澳門氣象局將其升格為熱帶風暴；台灣中央氣象署將其升格為輕度颱風。上午11時，日本氣象廳將其升格為強烈熱帶風暴。同時，中國中央氣象台將其升格為強熱帶風暴。下午2時，澳門氣象局將其升格為強烈熱帶風暴。下午5時，香港天文台將其升格為強烈熱帶風暴。
11月13日凌晨2時，香港天文台和日本氣象廳同時將其升格為颱風。凌晨5時，中國中央氣象台將其升格為颱風。上午8時，澳門氣象局將其升格為颱風。同時，台灣中央氣象署將其升格為中度颱風。晚上8時，中國中央氣象台和香港天文台將其升格為強颱風。晚上11時，日本氣象廳將其升格為強烈颱風。同時，中國中央氣象台將其升格為超強颱風。
11月14日凌晨2時，香港天文台和澳門氣象局將其升格為超強颱風。同時，聯合颱風警報中心將其升格為超級颱風。下午1時半，天兔在菲律賓卡加延省巴高市登陸。下午2時，日本氣象廳將其降格為颱風。同時，聯合颱風警報中心將其降格為颱風。下午5時，中國中央氣象台和香港天文台將其降格為強颱風。晚上8時，澳門氣象局將其降格為強颱風。晚上11時，日本氣象廳將其降格為強烈熱帶風暴。
11月15日凌晨2時，香港天文台將其降格為颱風。凌晨3時，中國中央氣象台將其降格為颱風。凌晨5時，台灣中央氣象署將其降格為輕度颱風。上午8時，澳門氣象局將其降格為颱風。下午2時，聯合颱風警報中心將其降格為熱帶風暴。同時，香港天文台將其降格為強烈熱帶風暴。下午4時，中國中央氣象台將其降格為強熱帶風暴。傍晚5時，澳門氣象局將其降格為強烈熱帶風暴。晚上8時，日本氣象廳和香港天文台將其降格為熱帶風暴。晚上11時，中國中央氣象台和澳門氣象局將其降格為熱帶風暴。
11月16日上午8時，聯合颱風警報中心和香港天文台同時將其降格為熱帶低氣壓。上午10時，中國中央氣象台將其降格為熱帶低氣壓。上午11時，台灣中央氣象署、香港天文台和澳門氣象局將其降格為熱帶低氣壓。下午2時，日本氣象廳將其降格為熱帶低氣壓。同時，香港天文台將其降格為低壓區。傍晚5時，聯合颱風警報中心對其發佈最後警報。晚上8時，台灣中央氣象署將其降格為低壓區。
11月17日凌晨2時，日本氣象廳認為其已消散。

### 熱帶風暴帕布（Pabuk）
PAGASA：Romina
12月18日，一個熱帶扰動在東馬西北方海面生成，美國海軍研究實驗室給予其擾動編號98W。
12月20日晚上8時，日本氣象廳將其升格為熱帶低氣壓。
12月21日，一個熱帶擾動在巴拉望島東方海面生成，美國海軍研究實驗室給予其擾動編號99W。上午6時，聯合颱風警報中心將其評級提升為「中」。下午2時，聯合颱風警報中心將其評級提升為「高」，並對其發佈熱帶氣旋形成警報。
12月22日上午8時，日本氣象廳對其發佈烈風警報，並將其重新定位至99W。同時，台灣中央氣象署將其升格為熱帶低氣壓，並給予編號TD30；中國中央氣象台將其升格為熱帶低氣壓。上午11時半，聯合颱風警報中心將其評級降低為「低」，並取消對98W發佈熱帶氣旋形成警報；及直接將99W評級提升為「高」，並對其發佈熱帶氣旋形成警報。同時表示98W即將併入99W。晚上8時，聯合颱風警報中心將其升格為熱帶低氣壓，給予熱帶氣旋編號28W。同時，香港天文台及澳門氣象局將其升格為熱帶低氣壓。
12月23日下午2時，日本氣象廳將其升格為熱帶風暴，給予國際編號2426，並命名「帕布」。同時，中國中央氣象台及澳門氣象局將其升格為熱帶風暴；台灣中央氣象署將其升格為輕度颱風。
12月25日上午8時，中國中央氣象台、台灣中央氣象署及澳門氣象局將其降格為熱帶低氣壓。下午2時，日本氣象廳將其降格為熱帶低氣壓。同時，澳門氣象局將其降格為低壓區。傍晚5時，聯合颱風警報中心對其發佈最後警報。同時，香港天文台將其降格為低壓區。
12月26日凌晨2時，日本氣象廳在天氣圖上短暫移除該系統。下午2時，日本氣象廳再次將其升格為熱帶低氣壓。
12月27日凌晨2時，日本氣象廳認為其已消散。

#### 事後調整
日本氣象廳分别將帕布的生成日期推遲至12月22日及消散日期提前至12月26日。同時，也分别將其巔峰風速下调至35節（每小時65公里）及氣壓上調至1002百帕斯卡。

## 未被國際命名的熱帶氣旋

### 熱帶低氣壓03W
7月13日，一個熱帶擾動在越南東方海域生成，美國海軍研究實驗室給予擾動編號99W。下午1時，聯合颱風警報中心將其評級提升為「中」。下午2時，日本氣象廳將其升格為熱帶低氣壓。下午5時，中國中央氣象台、香港天文台和澳門氣象局同時將其升格為熱帶低氣壓。晚上8時，台灣中央氣象署將其升格為熱帶低氣壓，給予編號TD03。
7月14日晚上10時半，聯合颱風警報中心將其評級提升為「高」，並對其發布熱帶氣旋形成警報。
7月15日凌晨2時，聯合颱風警報中心將其升格為熱帶低氣壓，給予熱帶氣旋編號03W。下午4時，聯合颱風警報中心對其發出最後警告。下午5時，中央氣象台停止對其編號。晚上8時，香港天文台將其降格為低壓區。
7月16日下午2時，日本氣象廳在天氣圖上移除該系統。

### 熱帶低氣壓
8月18日，一個熱帶擾動在北馬里亞納群島西北方海域生成，美國海軍研究實驗室給予擾動編號99W。
8月19日上午8時，日本氣象廳將其升格為熱帶低氣壓。
8月21日，美國海軍研究實驗室重新給予其擾動編號91W。
8月23日凌晨2時，日本氣象廳在天氣圖上短暫移除該系統。上午8時，日本氣象廳再次將其升格為熱帶低氣壓。
8月26日上午11時，日本氣象廳認為其已消散。
8月19日，一個熱帶擾動在九州以西海面生成。上午11時，日本氣象廳將其升格為熱帶低氣壓。
8月20日上午8時，日本氣象廳認為其已消散。
8月21日，一個熱帶擾動在三宅島東方海域生成。凌晨2時，日本氣象廳直接將其升格為熱帶低氣壓。上午8時，日本氣象廳將其降格為低壓區。下午2時，日本氣象廳在天氣圖上短暫移除該系統。
8月22日凌晨2時，日本氣象廳再度將其標在天氣圖上。上午8時，日本氣象廳認為其已消散。
8月30日，一個熱帶擾動在三宅島以南海域生成。上午8時，日本氣象廳將其升格為熱帶低氣壓。
8月31日凌晨2時，日本氣象廳認為其已消散。
9月3日，一個熱帶擾動在北馬里亞納群島西北方海域生成，美國海軍研究實驗室給予擾動編號94W。
9月4日上午11時，日本氣象廳將其升格為熱帶低氣壓。
9月6日下午2時，日本氣象廳將其降格為低壓區。
9月9日上午11時，日本氣象廳再度將其升格為熱帶低氣壓。
9月10日上午8時，日本氣象廳對其發布熱帶低氣壓發布警報。同時，台灣中央氣象署將其升格為熱帶低氣壓，給予編號TD15。下午2時，聯合颱風警報中心將其評級提升為「中」。
9月11日上午8時，日本氣象廳取消對其烈風警報。
9月13日上午8時，日本氣象廳認為其已消散。

### 熱帶低氣壓17W
PAGASA：Igme
9月19日，一個熱帶擾動在臺灣東南方海域生成，美國海軍研究實驗室給予擾動編號90W。
9月20日上午8時，日本氣象廳將其升格為熱帶性低氣壓。上午8時半，聯合颱風警報中心將其評級提升為「中」。下午2時，聯合颱風警報中心將其評級提升為「高」，並對其發布熱帶氣旋形成警報。同時，台灣中央氣象署將其升格為熱帶性低氣壓，給予編號TD19。
9月21日凌晨2時，聯合颱風警報中心將其升格為熱帶低氣壓，給予熱帶氣旋編號17W。下午2時，台灣中央氣象署將其降格為低壓區。
9月22日凌晨2時，台灣中央氣象署再次將其升格為熱帶低氣壓，並發布熱帶性低氣壓特報。凌晨5時，日本氣象廳認為其已消散。上午8時，聯合颱風警報中心將其升格為熱帶風暴。同時，香港天文台將其升格為熱帶低氣壓。下午2時，聯合颱風警報中心將其降格為熱帶低氣壓。晚上8時，香港天文台及台灣中央氣象署將其降格為低壓區。

### 熱帶低氣壓
9月26日，一個熱帶擾動在帛琉以北海域生成。上午8時，日本氣象廳將其升格為熱帶低氣壓。下午2時，美國海軍研究實驗室給予其擾動編號98W。
9月27日上午8時，日本氣象廳認為其已消散。
10月4日，一個熱帶擾動在關島附近脫離99W環流獨自發展。
10月5日，美國海軍研究實驗室給予其擾動編號90W。
10月6日下午2時，日本氣象廳將其升格為熱帶低氣壓。
10月7日下午2時，日本氣象廳認為其已併入百里嘉的環流中。
10月11日，一個熱帶擾動在聟島東北方海域生成，美國海軍研究實驗室給予其擾動編號92W。
10月13日凌晨2時，日本氣象廳將其升格為熱帶低氣壓。下午2時，聯合颱風警報中心評定其為副熱帶低氣壓。
10月14日下午2時，聯合颱風警報中心將其升格為副熱帶風暴。同時，日本氣象廳將其降格為低壓區。
10月15日，一個熱帶擾動在密克羅尼西亞北方海域生成，美國海軍研究實驗室給予其擾動編號93W。
10月16日下午2時，日本氣象廳將其升格為熱帶低氣壓。
10月17日上午8時，日本氣象廳將其降格為低壓區。
10月18日，日本氣象廳認為其已併入潭美的環流中。
PAGASA：Querubin
12月13日，一個熱帶擾動在菲律賓東南方海面生成，美國海軍研究實驗室给予其扰動編號96W。
12月16日晚上11時，聯合颱風警報中心將其評級提升為「高」，並對其發佈熱帶氣旋形成警報。
12月17日上午8時，日本氣象廳將其升格為熱帶低氣壓。
12月18日晚上9時，聯合颱風警報中心取消對其發佈熱帶氣旋形成警報，並將其評級降低為「中」。
12月19日凌晨3時半，聯合颱風警報中心再次將其評級提升為「高」，並對其發布熱帶氣旋形成警報。
12月20日凌晨2時，日本氣象廳將其降格為低壓區。凌晨2時半，聯合颱風警報中心再次取消對其發佈熱帶氣旋形成警報，並將其評級降低為「低」。
12月21日，其殘餘低壓併入帕布的環流中。

## 熱帶氣旋名單

### 國際名稱
熱帶氣旋一旦在西太平洋達到熱帶風暴強度，就會由颱風委員會命名。用來命名的這些名稱是由14個成員國或地區各提供10個，然後以各國英語名稱的首字母排序。藍色體字表示今年已經使用過，粗體名稱則表示該風暴活躍中，未使用之名字則以灰色字體表示，橙色表示下一個將會使用的名稱。2024年的風暴名稱可能會與2000年、2001年、2006年、2007年、2012年、2013年、2018年及2019年的部分風暴名稱相同。
| 提供國家／地區 | 名稱        | 名稱      | 名稱   | 名稱   | 名稱   |
| -------------- | ----------- | --------- | ------ | ------ | ------ |
| 柬埔寨         | 達維        | 康妮 2421 | 娜基莉 | 科羅旺 | 翠絲   |
| 中國大陸       | 天馬        | 銀杏 2422 | 風神   | 杜鵑   | 木蘭   |
| 朝鮮           | 鴻雁        | 桃芝 2423 | 海鷗   | 舒力基 | 米雷   |
| 香港           | 鴛鴦        | 萬宜 2424 | 鳳凰   | 彩雲   | 青馬   |
| 日本           | 小犬        | 天兔 2425 | 天琴   | 小熊   | 蝎虎   |
| 老撾           | 布拉萬      | 帕布 2426 | 洛鞍   | 薔琵   | 坡鹿   |
| 澳門           | 三巴        | 蝴蝶      | 西望洋 | 煙花   | 梅花   |
| 馬來西亞       | 杰拉華      | 聖帕      | 鸚鵡   | 查帕卡 | 苗柏   |
| 密克羅尼西亞   | 艾雲尼 2401 | 木恩      | 森拉克 | 尼伯特 | 南瑪都 |
| 菲律賓         | 馬力斯 2402 | 丹娜絲    | 黑格比 | 盧碧   | 塔拉斯 |
| 南韓           | 格美 2403   | 百合      | 薔薇   | 銀河   | 核桃   |
| 泰國           | 派比安 2404 | 韋帕      | 米克拉 | 妮妲   | 玫瑰   |
| 美國           | 瑪莉亞 2405 | 范斯高    | 海高斯 | 奧麥斯 | 洛克   |
| 越南           | 山神 2406   | 竹節草    | 巴威   | 浮蓮   | 桑卡   |
| 柬埔寨         | 安比 2407   | 羅莎      | 美莎克 | 燦都   | 納沙   |
| 中國大陸       | 悟空 2408   | 白鹿      | 海神   | 電母   | 海棠   |
| 朝鮮           | 雲雀 2409   | 楊柳      | 紅霞   | 蒲公英 | 蜻蜓   |
| 香港           | 珊珊 2410   | 玲玲      | 白海豚 | 狮子山 | 榕樹   |
| 日本           | 摩羯 2411   | 劍魚      | 鯨魚   | 道璣   | 山貓   |
| 老撾           | 麗琵 2412   | 藍湖      | 燦鴻   | 南川   | 帕卡   |
| 澳門           | 貝碧嘉 2413 | 琵琶      | 琵鷺   | 瑪瑙   | 珊瑚   |
| 馬來西亞       | 普拉桑 2414 | 塔巴      | 浪卡   | 妮亞圖 | 瑪娃   |
| 密克羅尼西亞   | 蘇力 2415   | 米娜      | 沙德爾 | 沙布爾 | 古超   |
| 菲律賓         | 西馬侖 2416 | 樺加沙    | 紫檀   | 阿穆丘 | 泰利   |
| 南韓           | 飛燕 2417   | 浣熊      | 簡拉維 | 古莎莉 | 大麥   |
| 泰國           | 山陀兒 2418 | 博羅依    | 艾莎尼 | 暹芭   | 卡努   |
| 美國           | 百里嘉 2419 | 麥德姆    | 艾濤   | 艾利   | 蘭恩   |
| 越南           | 潭美 2420   | 夏浪      | 班朗   | 桑達   | 海星   |

### 菲律賓名稱
菲律賓大氣地球物理和天文服務管理局對責任區域內的熱帶氣旋使用獨立的命名方法，所有在其責任海域形成，或是進入其責任海域，或是有可能進入其責任海域的熱帶低氣壓都會獲得名稱，命名名稱每4年完成一次輪換，只有退役的名稱會予以替換，並且還準備有輔助名單，以便在名稱全部用完時替補。以下列出2024年的風暴名單，未經啟用的名稱以灰色表示，括弧內則是風暴的國際名稱：
| Aghon（艾雲尼）  | Butchoy（派比安） | Carina（格美）  | Dindo（雲雀）  | Enteng（摩羯）   |
| Ferdie（貝碧嘉） | Gener（蘇力）     | Helen（普拉桑） | Igme（17W）    | Julian（山陀兒） |
| Kristine（潭美） | Leon（康妮）      | Marce（銀杏）   | Nika（桃芝）   | Ofel（天兔）     |
| Pepito（萬宜）   | Querubin          | Romina（帕布）  | Siony（未用）  | Tonyo（未用）    |
| Upang（未用）    | Vicky（未用）     | Warren（未用）  | Yoyong（未用） | Zosimo（未用）   |
| 替補名單         |                   |                 |                |                  |
| Alakdan（未用）  | Baldo（未用）     | Clara（未用）   | Dencio（未用） | Estong（未用）   |
| Felipe（未用）   | Gomer（未用）     | Heling（未用）  | Ismael（未用） | Julio（未用）    |

## 季節影響
此列表列出了所有在2024年西太平洋曾經活躍的熱帶氣旋。包括該熱帶氣旋的強度，持續時間，名稱，及造成的傷亡和破壞。所有破壞都以美元作為單位。括號中的是指間接導致的死亡或國家的地區（如交通意外，或滑坡等等）。
| 風暴名稱     | 持續日期           | 最高強度     | 持續風速      | 氣壓         | 影響地區 | 損失 （美元） | 死亡人數 | 來源   |
| ------------ | ------------------ | ------------ | ------------- | ------------ | --- | ------------- | -------- | ------ |
| 艾雲尼       | 5月24日－5月31日   | 颱風         | 每小時140公里 | 970百帕斯卡  | 菲律賓、日本 | $2090萬       | 6        | [ 13 ] |
| 馬力斯       | 5月30日－6月2日    | 熱帶風暴     | 每小時65公里  | 998百帕斯卡  | 中國大陸（海南、廣東、廣西、江西、福建、浙江）、香港、澳門、臺灣 | 未知          | 0        |        |
| 03W          | 7月13日－7月16日   | 熱帶低氣壓   | 每小時55公里  | 1000百帕斯卡 | 越南、寮國、泰國 | 無            | 0        |        |
| 格美         | 7月19日－7月29日   | 強烈颱風     | 每小時165公里 | 935百帕斯卡  | 菲律賓、臺灣、日本（先島群島）、中國大陸（福建、浙江、江蘇、上海、江西、安徽、湖北、湖南）、新加坡、印尼、朝鮮                                                      | $23.1億       | 134      |        |
| 派比安       | 7月20日－7月25日   | 強烈熱帶風暴 | 每小時100公里 | 985百帕斯卡  | 菲律賓、越南、中國大陸（海南、廣東、廣西）、香港、澳門、寮國、泰國、柬埔寨                                                                                          | $3290萬       | 25       |        |
| 瑪莉亞       | 8月5日－8月15日    | 強烈熱帶風暴 | 每小時100公里 | 980百帕斯卡  | 日本（小笠原群島、東北地方、北海道） | $2290萬       | 0        |        |
| 山神         | 8月10日－8月15日   | 熱帶風暴     | 每小時75公里  | 994百帕斯卡  | 無 | 無            | 0        |        |
| 安比         | 8月11日－8月19日   | 強烈颱風     | 每小時155公里 | 950百帕斯卡  | 日本（小笠原群島、關東地方） | 很少          | 0        |        |
| 悟空         | 8月12日－8月16日   | 熱帶風暴     | 每小時65公里  | 1002百帕斯卡 | 無 | 無            | 0        |        |
| 雲雀         | 8月18日－8月22日   | 熱帶風暴     | 每小時75公里  | 996百帕斯卡  | 日本（宮古島、沖繩島）、朝鮮半島 | 無            | 1        |        |
| 無名         | 8月19日－8月26日   | 熱帶低氣壓   | 風力不詳      | 1004百帕斯卡 | 無 | 無            | 0        |        |
| 無名         | 8月19日－8月20日   | 熱帶低氣壓   | 風力不詳      | 1004百帕斯卡 | 日本（九州） | 無            | 0        |        |
| 無名         | 8月21日－8月22日   | 熱帶低氣壓   | 風力不詳      | 1012百帕斯卡 | 日本（三宅島） | 無            | 0        |        |
| 珊珊         | 8月21日－9月1日    | 強烈颱風     | 每小時175公里 | 935百帕斯卡  | 關岛、北馬里亞納群岛、日本（九州、四國、本州）、韩國 | $60億         | 8        |        |
| 無名         | 8月30日－8月31日   | 熱帶低氣壓   | 風力不詳      | 1006百帕斯卡 | 日本（三宅島） | 無            | 0        |        |
| 摩羯         | 8月31日－9月9日    | 猛烈颱風     | 每小時195公里 | 915百帕斯卡  | 帕勞、菲律賓、香港、澳門 、南臺灣、中國大陸（海南、廣東、廣西）、越南、泰北、孟加拉國、緬甸、寮國、印度（西孟加拉邦、賈坎德邦、切蒂斯格爾邦、中央邦、北方邦）、泰國 | $150億        | 926      |        |
| 麗琵         | 9月2日－9月7日     | 熱帶風暴     | 每小時65公里  | 1002百帕斯卡 | 無 | 無            | 0        |        |
| 霍涅         | 9月2日－9月8日     | 熱帶低氣壓   | 風力不詳      | 1004百帕斯卡 | 無 | 無            | 0        |        |
| 無名         | 9月4日－9月13日    | 熱帶低氣壓   | 每小時55公里  | 998百帕斯卡  | 中國大陸（浙江） | 無            | 0        |        |
| 貝碧嘉       | 9月10日－9月18日   | 颱風         | 每小時140公里 | 965百帕斯卡  | 關島、北馬里亞納群島、日本（琉球群島）、中國大陸（浙江、上海、江蘇、安徽、河南、山東）                                                                              | $14.2億       | 8        |        |
| 普拉桑       | 9月15日－9月21日   | 熱帶風暴     | 每小時85公里  | 992百帕斯卡  | 關島、北馬里亞納群島、日本、韓國、中國大陸（浙江、上海、江蘇） | $415萬        | 15       |        |
| 蘇力         | 9月15日－9月21日   | 熱帶風暴     | 每小時65公里  | 992百帕斯卡  | 菲律賓、中國大陸（海南）越南、寮國、泰國、柬埔寨、緬甸 | $2263萬       | 28       |        |
| 17W          | 9月20日－9月22日   | 熱帶低氣壓   | 每小時55公里  | 1002百帕斯卡 | 琉球群島、臺灣、華東地區 | 未知          | 0        |        |
| 西馬侖       | 9月23日－9月28日   | 熱帶風暴     | 每小時65公里  | 998百帕斯卡  | 未知 | 無            | 0        |        |
| 飛燕         | 9月25日－10月2日   | 颱風         | 每小時120公里 | 980百帕斯卡  | 關岛、北馬里亞納群島、日本、千島群島 | 未知          | 0        |        |
| 無名         | 9月26日－9月27日   | 熱帶低氣壓   | 風力不詳      | 1006百帕斯卡 | 無 | 無            | 0        |        |
| 山陀兒       | 9月26日－10月4日   | 猛烈颱風     | 每小時195公里 | 920百帕斯卡  | 菲律賓、台灣、琉球群島 | $5128萬       | 18       |        |
| 百里嘉       | 10月5日－10月11日  | 熱帶風暴     | 每小時85公里  | 985百帕斯卡  | 關岛、北馬里亞納群島、千島群島、堪察加半島 | 無            | 0        |        |
| 無名         | 10月6日－10月7日   | 熱帶低氣壓   | 風力不詳      | 1006百帕斯卡 | 無 | 無            | 0        |        |
| 無名         | 10月13日－10月14日 | 熱帶低氣壓   | 每小時55公里  | 1006百帕斯卡 | 無 | 無            | 0        |        |
| 無名         | 10月16日－10月17日 | 熱帶低氣壓   | 風力不詳      | 1008百帕斯卡 | 無 | 無            | 0        |        |
| 潭美         | 10月18日－10月30日 | 強烈熱帶風暴 | 每小時110公里 | 970百帕斯卡  | 帕勞、菲律賓、臺灣、中國大陸、香港、澳門、越南、寮國、柬埔寨、泰國                                                                                                  | $4.26億       | 178      |        |
| 康妮         | 10月24日－11月1日  | 強烈颱風     | 每小時185公里 | 925百帕斯卡  | 帕勞、北馬里亞納群島、菲律賓、臺灣、華東地區、韩國、日本 | $1.49億       | 3        |        |
| 銀杏         | 11月3日－11月13日  | 強烈颱風     | 每小時185公里 | 945百帕斯卡  | 加罗林群島、菲律賓、香港、澳門、中國大陸 （廣東、海南）、越南 | $391萬        | 1        |        |
| 萬宜         | 11月8日－11月20日  | 猛烈颱風     | 每小時195公里 | 920百帕斯卡  | 北馬里亞納群島、關島、帕勞、菲律賓、中國大陸 （海南、廣東）、香港、澳門                                                                                             | $7605萬       | 14       |        |
| 桃芝         | 11月8日－11月16日  | 颱風         | 每小時130公里 | 980百帕斯卡  | 菲律賓、香港、澳門、華南地區 | $776萬        | 4        |        |
| 天兔         | 11月9日－11月17日  | 強烈颱風     | 每小時175公里 | 940百帕斯卡  | 菲律賓、臺灣 | $956萬        | 0        |        |
| 無名         | 12月17日－12月20日 | 熱帶低氣壓   | 每小時55公里  | 1004百帕斯卡 | 菲律賓 | 無            | 0        |        |
| 帕布         | 12月20日－12月27日 | 熱帶風暴     | 每小時65公里  | 1002百帕斯卡 | 東馬、印尼、汶萊、南沙群島、菲律賓、越南 | $991萬        | 4        |        |
| 季節總結     |                    |              |               |              | |               |          |        |
| 39個熱帶氣旋 | 5月24日－12月26日  |              | 每小時195公里 | 915百帕斯卡  | | $255億        | 1369     |        |

## 外部連結
- （英文）日本氣象廳首頁 （页面存档备份，存于）
- （英文）美國聯合颱風警報中心首頁 （页面存档备份，存于）
- 大韓民國氣象廳首頁 （页面存档备份，存于）
- （繁體中文）台灣交通部中央氣象署首頁 （页面存档备份，存于）
- （简体中文）中國國家氣象中心首頁 （页面存档备份，存于）
- （简体中文）中國國家氣象中心-颱風實時路徑顯示 （页面存档备份，存于）
- （中文和英語）香港天文台首頁 （页面存档备份，存于）
- （中文、英語和葡萄牙語） ;澳門地球物理氣象局首頁 （页面存档备份，存于）
- （英文）菲律賓大氣地球物理和天文服務管理局首頁（页面存档备份，存于）
- （越南語和英語）越南中央水文氣象預報中心首頁 （页面存档备份，存于）
- （泰語和英語）泰國地球物理暨氣象部門首頁 （页面存档备份，存于）
- 熱帶氣旋衛星影像 （页面存档备份，存于）
- （日語）數位颱風—熱帶氣旋資料及圖片 （页面存档备份，存于）
（英文）數位颱風—熱帶氣旋資料及圖片 （页面存档备份，存于）
- ACE （页面存档备份，存于）
- （英文）颱風2000:數值預報預測路徑集合 （页面存档备份，存于）
- zoom earth （页面存档备份，存于）